# Tomokazu Myojin
Tomokazu Myojin (Prefectura de Hyogo, Japó, 24 de gener de 1978) és un futbolista japonès.

## Selecció japonesa
Tomokazu Myojin va disputar 26 partits amb la selecció japonesa.